# Xel Há
Koordinaten: 20° 27′ 0″ N, 87° 18′ 0″ W

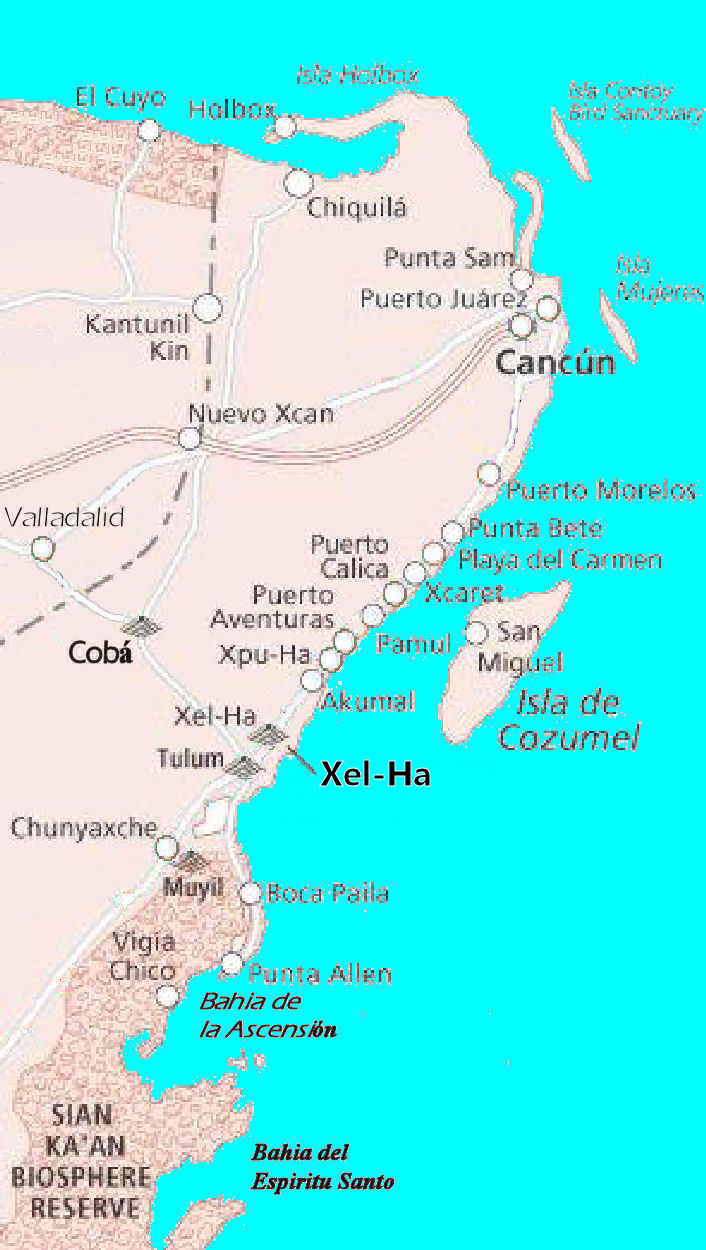
Mexikanische Karibik: Xel Há liegt ca. 15 km nördlich von Tulum

Xel Há ist eine Ruinenstätte der Maya im mexikanischen Bundesstaat Quintana Roo auf der Ostseite der Halbinsel Yucatán an der karibischen Küste.

## Geografie
Die Ruinen von Xel Há befinden sich etwa 15 km nordöstlich von Tulum direkt an der Carretera 307, der Verbindungsstraße zwischen den Touristenzentren Cancún und Playa del Carmen im Norden und der Landeshauptstadt Chetumal an der Grenze nach Belize. Xel Há gehört zum 2008 neugegründeten Municipio Tulum.
Die vorspanische Siedlung besteht aus zwei Bereichen, einer ca. 1 km im Land liegenden Siedlung mit Wohn- und Kultgebäuden sowie den Hafenanlagen an der Küste. Die beiden Teile waren durch einen Sacbé verbunden.

## Geschichte

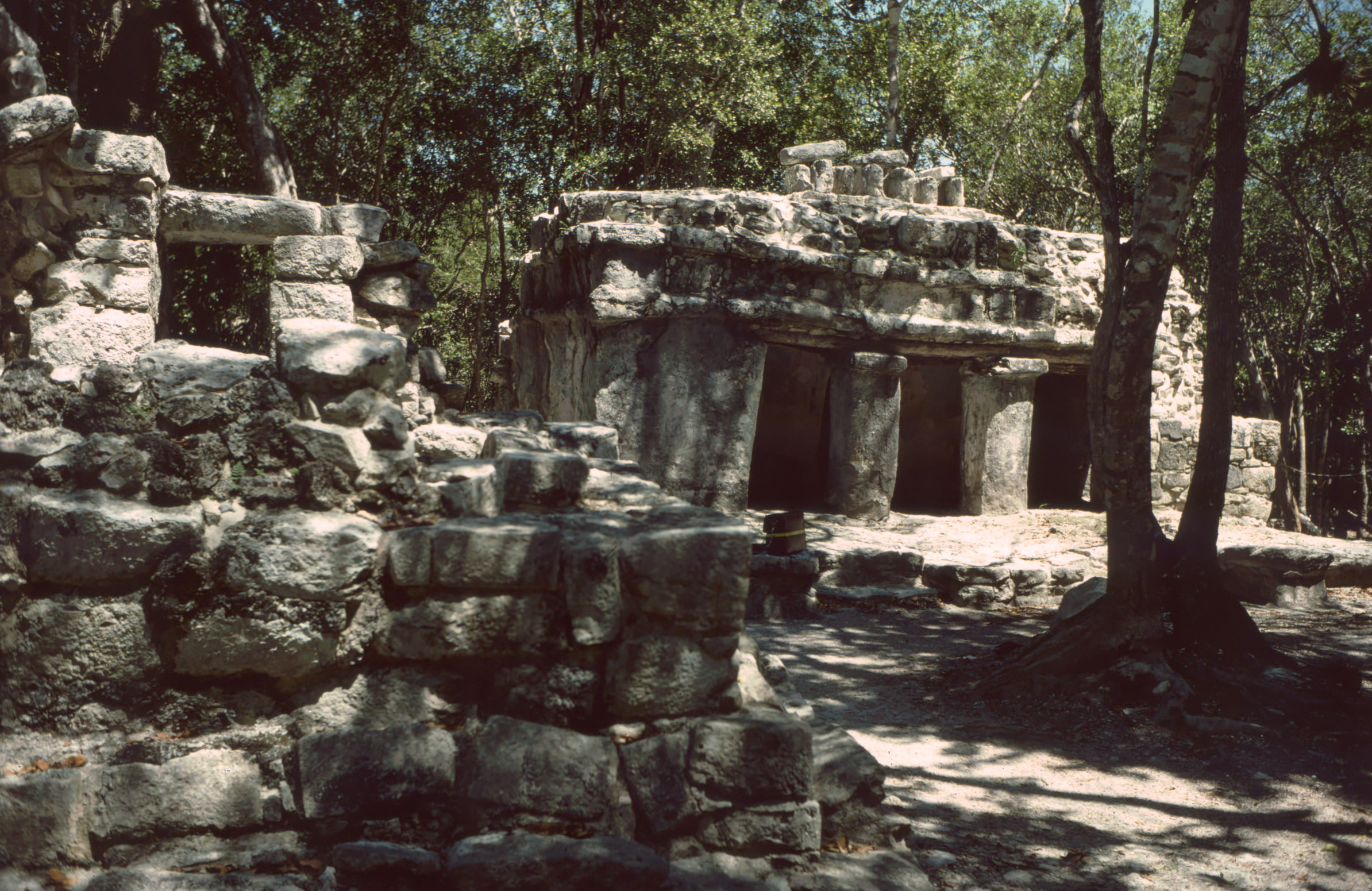
Niedrige Tempelgebäude aus dem Späten Postklassikum

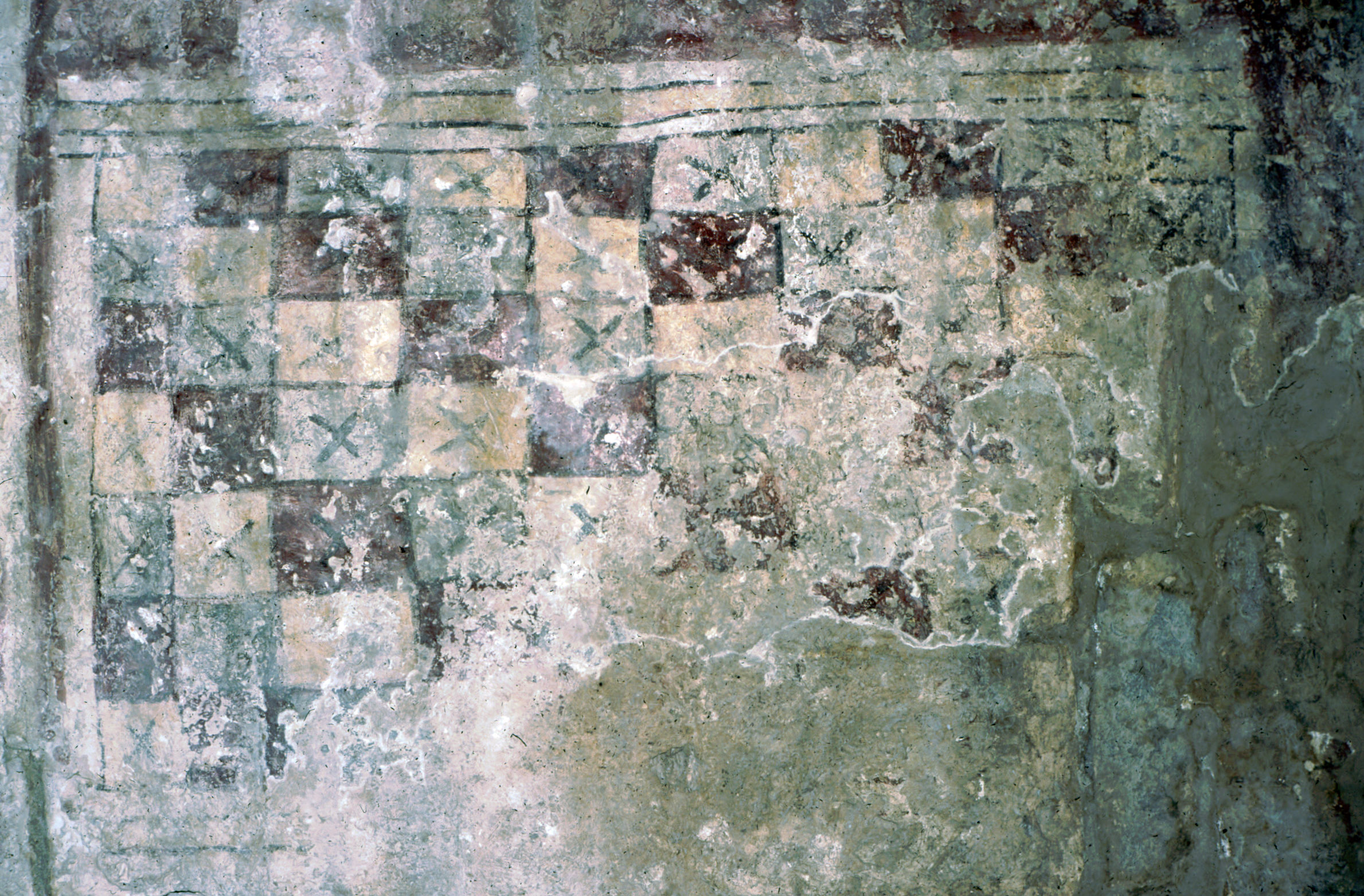
Wandmalerei

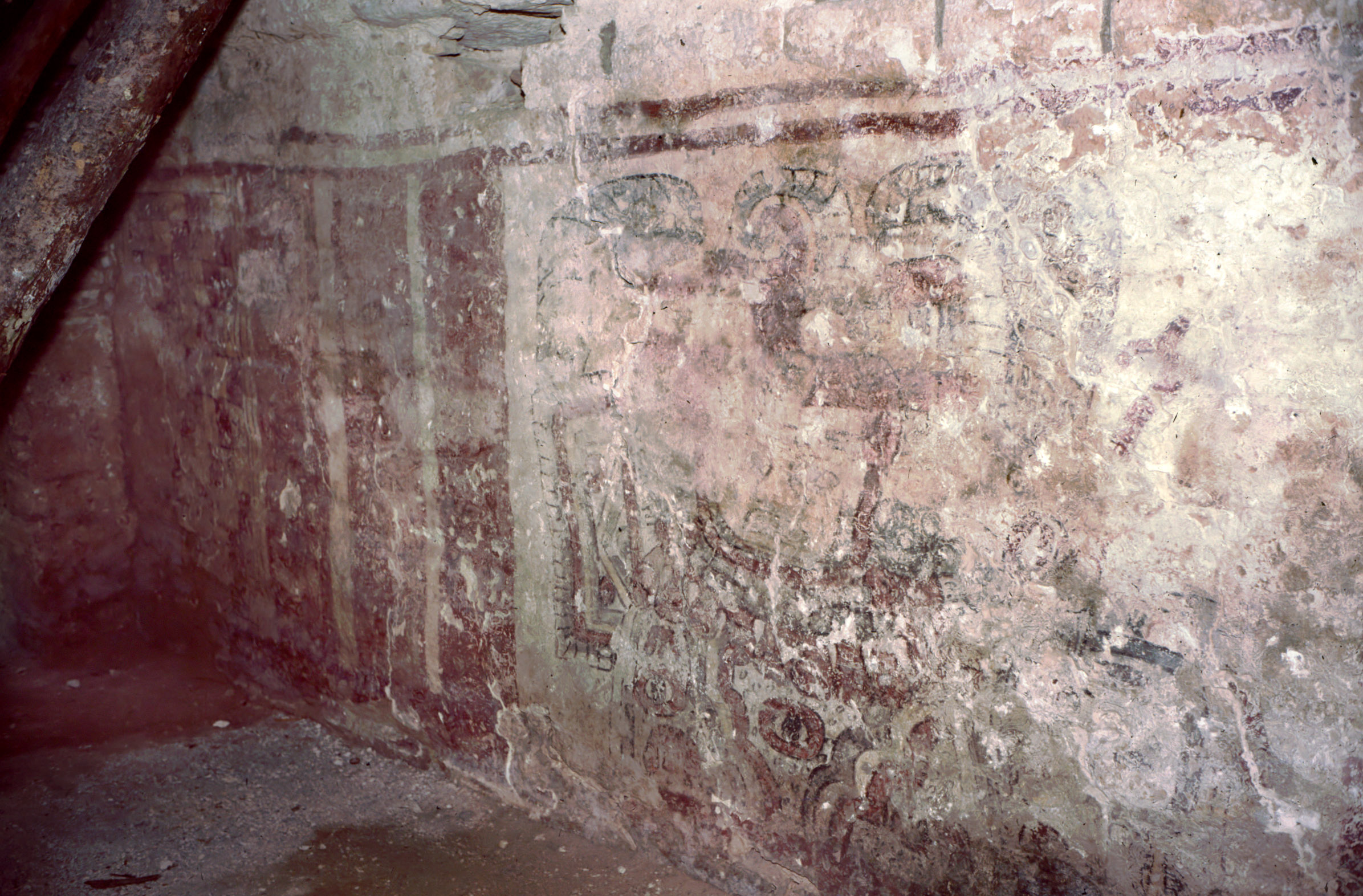
Wandmalerei

In Xel Há gab es wahrscheinlich zwei Perioden, in denen die Stadt größere Bedeutung hatte. Dazwischen lag eine Periode der Stagnation, gekennzeichnet durch den starken Rückgang der Bautätigkeit. 
In der Zeit von 100 bis 600 n. Chr. entwickelte sich Xel Há zur wohl einwohnerreichsten Siedlung der umliegenden Küste. Aus dieser Zeit sind palastartige Gebäude erhalten, wie das Haus der Vögel. Stilmerkmale deuten auf eine Verbindung zu Zentralmexiko und besonders Teotihuacan hin. 
Wahrscheinlich stand Xel Há als Hafen und lokales Küstenzentrum mit bedeutenden Inlandstädten, insbesondere dem benachbarten Cobá in enger Beziehung. Verschiedene Forscher gehen davon aus, dass Xel Há zusammen mit Xcaret, Tancah und Muyil als Häfen für Coba fungierten, über die ein florierender Handel mit den weiter südlich liegenden Städten im heutigen Belize und bis nach Honduras verlief. Zwischen Xel Há und Cobá soll es einen Sacbé gegeben haben.
Ab etwa 1200 n. Chr. entwickelte sich Xel Há im Rahmen des schwindenden Einflusses von Cobá erneut zu einem prosperierenden Hafen- und Handelspunkt. Xel Há war Teil des Küstenhandels-Netzwerkes, das sich mit einer großen Zahl an Standorten die Karibikküste entlangzog und die Region wirtschaftlich beförderte. Dies zeigt die Errichtung zahlreicher Wohn- und Kultgebäude ebenso wie einer Mauer zwischen den küstennahen Gebäuden und den Hafenanlagen. Diese Mauer war, ähnlich wie in Xcaret, höchstwahrscheinlich eine Schutzmauer vor Angriffen von See her. Einige Forscher sehen darin ein Merkmal unsicherer Lebensumstände, die zu dieser Zeit in der karibischen Küstenregion herrschten.
Nach dem Eintreffen der Spanier an diesem Küstenabschnitt entvölkerte sich der Ort nach und nach. Die Bewohner suchten in den südlichen Gebieten der Halbinsel Yucatán, die nicht von den Spaniern erobert waren, Zuflucht. Mitte des 16. Jahrhunderts war die Stätte verlassen.
In den 1980er Jahren eröffnete in Xel Há ein gleichnamiger Wasserpark, der heute bei Touristen sehr beliebt ist. Eingebettet in ein Naturschutzgebiet befindet sich hier das weltgrößte natürliche Aquarium. Es werden zahlreiche Aktivitäten wie Schnorcheln, Tauchen, Delfin-Schwimmen oder Kajakfahren angeboten.